# جون ك. كونر
جون ك. كونر (بالإنجليزية: John C. Conner)‏ هو سياسي أمريكي، ولد في 14 أكتوبر 1842، وتوفي في 10 ديسمبر 1873. حزبياً، نشط في الحزب الديمقراطي. وقد انتخب عضو مجلس النواب الأمريكي.